# Иоанн Росцелин
Иоа́нн Росцели́н (Johannes Roscelin) (ок. 1050 — ок. 1122) — французский философ, теолог, первый крупный представитель номинализма.
Родился в Компьене, был каноником и преподавателем логики. Сочинения Росцелина не сохранились (до нас дошло только одно письмо к Абеляру, где Росцелин очень осторожно высказал свои теоретические воззрения). О философских взглядах Росцелина можно судить по критическому изложению Ансельма Кентерберийского, Абеляра, Иоанна Солсберийского и др. Росцелин преподавал в Лоше, в Бретани, где у него учился Абеляр. Абеляр номиналистическую доктрину Росцелина впоследствии расценил как «безумную».

## Учение
Иоганн Росцелин разработал метафизическую теорию, прямо противоположную платоникам. Основываясь на особом и довольно пристрастном прочтении Боэция, которого действительно при желании можно истолковать в том смысле, что, задаваясь вопросом о том, каково собственное бытие общих категорий, в частности, вида и рода, то есть универсалий, universalia, он приходит в выводу, что их бытие является строго вербальным, Росцелин выдвинул теорию того, что любые различия, существующие в языке и уме, не обладают собственным бытием, не существуют сами по себе и приписываются вещам извне, а единственное онтически достоверное различие – это различие между индивидуальными вещами. Все остальные формы категориального анализа – строго вербальны и привносятся в вещи извне, совершенно независимо от самих вещей.
Росцелин утверждал, что реально существуют только единичные вещи. Общие понятия — это имена совокупностей вещей, они реальны лишь в качестве «звучаний голоса» (flatus vocis).
Эта идея, довольно новаторская для схоластики и средневековой философии в целом, имела свой прецедент в философии Древней Стои (Клеанф, Хрисипп и т.д.), основанной на материалистическом истолковании Аристотеля.
Росцелин сформулировал основные идеи номинализма и применил их к учению о триединстве Божьем. Он пришёл к положениям, напоминающим во многом тритеизм (три Лица - три имени - три Бога), что было крайне несовместимо с догматикой католицизма. Защищал права разума против слепого авторитета церкви. В 1092 г. церковный собор в Суассоне осудил учение Росцелина как еретическое и заставил его отречься от своего учения.
Росцелин, судя по всему,  одной из реально существующих вещей признавал и душу. Это привело его к выводу о том, что если мы говорим о Трех Лицах Троицы, то каждое из них должно быть строго отличной индивидуальностью, и поэтому строгая теология может основываться лишь на признании не одного, а «трех богов» (тритеизм). Эту же идею намного раньше отстаивал александрийский платоник (дуалист) Иоанн Филопон (490/495 – ок. 568), оппонент Прокла и его идеи о «вечности мира», чьи представления об изначальном импульсе, данном Богом творению (после чего Бог никак не вмешивается в онтологические и космологические процессы), легли в основу «физики импетуса», так же, как и номинализм Росцелина, предвосхищающей позднейшую физику европейского Модерна.
Картина мира Росцелина, насколько её можно реконструировать, представляла собой прямую противоположность метафизике Иоанна Скота Эриугены. Для Эриугены творение есть творение творящего, то есть ноэтического мира идей. Ум как бытие есть сотворенное и творящее, поэтому конденсация ума в вещах всегда есть процесс, протекающий сверху вниз. Вещей, индивидуумов как таковых для Эриугены нет; они всегда суть энергии, в которых проявляется творящая мощь, а через неё – высшее бытие. Так и процесс различения (divisio) первичен по отношению к тому, что различается, более того, то, что различается, содержится в самом акте различения. Для Росцелина все обстоит ровно наоборот: действительно существуют лишь вещи, которые отнюдь не продукты различения, но онтологическая основа различения – нет вещей, нечего различать. Поэтому, заключает Росцелин, единственным онтологическим различием является различие вещей между собой (это транспозиция демокритовской мысли об атомах и пустоте), а все остальные различения суть «сотрясение воздуха».
Здесь мы видим фундаментальное утверждение онтологии, основой которой является фактичность наличия материальной вещи, служащей прообразом для понимания всех остальных форм наличия – включая душу или Бога. Нечто аналогичное мы видим у стоиков, считавших и душу, и Бога материальными явлениями (таким образом истолковывая теорию Аристотеля о форме и материи). 
Именно идеи Росцелина позднее будут подхвачены францисканцами и станут практически официальной философией этого монашеского ордена, чрезвычайно влиятельного во Франции. В частности, эту инициативу продолжит английский францисканец Уильям Оккам.